# Lami F.C.
Lami F.C. là một câu lạc bộ bóng đá Fiji thi đấu ở giải hạng nhì của Hiệp hội bóng đá Fiji. Đội bóng đến từ Lami, một thị trấn cách Suva khoảng 10 km trên đảo Viti Levu.
Trang phục của đội bóng là áo vàng.

## Lịch sử
Hiệp hội bóng đá Lami được thành lập năm 1978, dưới sự điều hành của Chủ tịch Johnny Singh.

## Tiểu sử
- M. Prasad, Sixty Years of Soccer in Fiji 1938 – 1998: The Official History of the Fiji Football Association, Fiji Football Association, Suva, 1998.